# Philomides indicus
Philomides indicus is een vliesvleugelig insect uit de familie Perilampidae. De wetenschappelijke naam is voor het eerst geldig gepubliceerd in 2008 door Girish Kumar & Narendran.